# Muzeum Fotografii w Krakowie
Muzeum Fotografii im. Walerego Rzewuskiego w Krakowie (MuFo) – muzeum w Krakowie. Przy ul. Rakowickiej 22a znajduje się jego główna siedziba. Jest to publiczna placówka muzealna poświęcona zagadnieniom fotografii. Muzeum zostało utworzone z dniem 31 grudnia 1986 roku.

## Zbiory
Trzon kolekcji Muzeum stanowi część zbioru  Krakowskiego Towarzystwa Fotograficznego, przekazany muzeum w latach 1988–1991, obejmujący kolekcję fotografii dawnej, zawierającą przede wszystkim zdjęcia atelierowe, unikatowy zbiór fotografii artystycznej, w tym prace Wojciecha Buyko, Jana Bułhaka i autochromy Tadeusza Rzący, a także sprzęt fotograficzny i kinematograficzny.
Zbiory składają się z następujących zespołów obiektów:
- kolekcji głównej, obejmującej fotografię i sprzęt fotograficzny oraz filmowy,
- zespołu materiałów pomocniczych: badawczych i edukacyjnych,
- kolekcji fotografii wirtualnych,
- biblioteki fachowej.

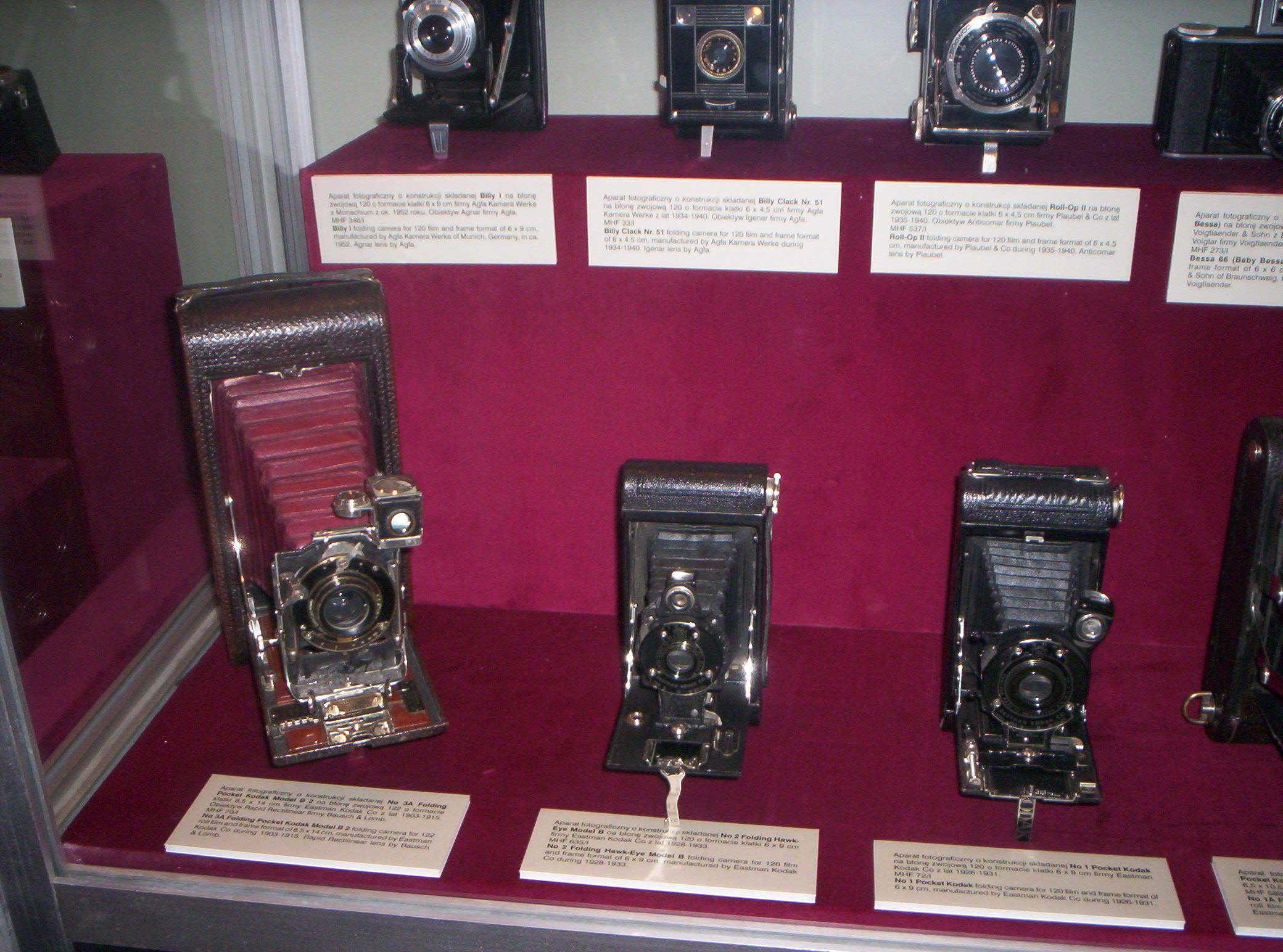
Fragment ekspozycji muzeum

Zbiory Muzeum Fotografii są podzielone na pięć części:
- kolekcję fotografii nieprofesjonalnej
- kolekcję fotografii atelierowej
- kolekcję fotografii reportażowej i dokumentalnej
- kolekcję sztuki
- kolekcję sprzętu fotograficznego i filmowego.

Muzeum Fotografii w Krakowie dysponuje również bogatymi zbiorami bibliotecznymi, liczącymi sobie ok. 25 000 pozycji. Zaliczają się do nich współczesne i historyczne książki poświęcone fotografii i jej dziejom, czasopisma, podręczniki fotograficzne, druki ulotne oraz archiwalia związane z historią polskiej fotografii.

## Historia
Początki Muzeum sięgają zorganizowanego przez Władysława Klimczaka, w 1972 roku, muzeum przy Krakowskim Towarzystwie Fotograficznym. Trzy lata później otrzymało ono imię profesora Władysława Bogackiego. Mieściło się w pałacu Pugetów przy ulicy Starowiślnej 13, a od 1982 roku, w kamienicy Hetmańskiej przy Rynku Głównym 17.
31 grudnia 1986 roku, powołano odrębną, nie związaną z Krakowskim Towarzystwem Fotograficznym instytucję podległą Wydziałowi Kultury i Turystyki Urzędu Wojewódzkiego w Krakowie.
Na początku lat 90. XX w. o Kamienicę Hetmańską zaczęli upominać się prawowici właściciele. Muzeum razem z Krakowskim Towarzystwie Fotograficznym otrzymało nakaz opuszczenia zajmowanego lokalu do końca 1992 roku.
Od 1992 roku Muzeum mieści się przy ul. Józefitów 16, a od 2007 roku nosi imię Walerego Rzewuskiego. W latach 2018−2020 zabytkowa willa przy Józefitów przeszła generalny remont, w trakcie którego została przystosowana do potrzeb nowoczesnego centrum magazynowo-konserwatorskiego oraz digitalizacyjnego oraz badawczego. W 2021 roku budynek udostępniono zwiedzającym − w trakcie oprowadzań mogą oni przekonać się, jak wygląda praca muzealniczek i muzealników, zobaczyć specjalistyczne pracownie oraz magazyny studyjne. W 2018 roku tymczasową siedzibą muzeum stała się zabytkowa strzelnica przy ul. Królowej Jadwigi 220 na Woli Justowskiej; udostępniono w niej wystawę stałą pt. Portret oraz wystawę prac Wojciecha Plewińskiego.
W 2021 roku zostanie otwarta nowa siedziba główna muzeum przy ulicy Rakowickiej 22A. Zabytkowy budynek dawnej Zbrojowni gmina miejska Kraków zakupiła od Agencja Mienia Wojskowego w celu rozbudowy Muzeum Fotografii. W przyszłości będzie tu prezentowana wystawa główna Co robi zdjęcie? − pierwsza w Polsce przekrojowa ekspozycja o fotografii.
Za pracę na rzecz fotografii, Muzeum Historii Fotografii im. Walerego Rzewuskiego w Krakowie zostało uhonorowane Złotym Medalem „Zasłużony dla Fotografii Polskiej” − odznaczeniem przyznawanym przez Kapitułę Fotoklubu Rzeczypospolitej Polskiej Stowarzyszenia Twórców.

## Dyrektorzy[5]
- Władysław Klimczak (1986−1991)
- Barbara Ochmańska-Jodłowska (1991−1999)
- Maciej Beiersdorf (1999−2015)
- Marek Świca (od 2016)

## Status prawny i struktura organizacyjna Muzeum
Muzeum działa w oparciu o ustawę o muzeach, ustawę o organizowaniu i prowadzeniu działalności kulturalnej oraz statut Muzeum Historii Fotografii w Krakowie nadany Uchwałą nr 381/2002 Zarządu Miasta Krakowa z dnia 7 marca 2002 roku. Zgodnie ze statutem muzeum jest miejską instytucją kultury wyodrębnioną pod względem prawnym i ekonomiczno-finansowym, której organizatorem jest Gmina Miejska Kraków.
W Muzeum istnieją następujące jednostki organizacyjne:
1. Dział Inwentarzy
2. Dział Fotografii i Technik Fotograficznych
3. Dział Upowszechniania
4. Dział Konserwacji i Przechowywania Zbiorów
5. Pracownia Dokumentacji Obrazowej
6. Biblioteka
7. Dział Administracji
8. Dział Finansowo-Księgowy
9. Kadry i Kancelaria

Nadzór nad Muzeum w sposób ogólny sprawuje Minister Kultury i Dziedzictwa Narodowego, a w sposób bezpośredni Rada Miasta Krakowa. Przy Muzeum działa dziesięcioosobowa Rada Muzeum, której członków powołuje i odwołuje Prezydent Miasta Krakowa. Wewnętrznie zasady pracy Muzeum są określone w Regulaminie Organizacyjnym.